# Sonnenfinsternis vom 30. März 2033
Die totale Sonnenfinsternis vom 30. März 2033 ist die nächste totale Sonnenfinsternis nach der Sonnenfinsternis vom 25. November 2030. Die totale Verfinsterung beginnt östlich von Alaska, der Schattenpfad umrahmt dann die USA und Kanada sowie Grönland auf seinem Weg nach Island. Teile von Alaska liegen in der totalen Zone.

## Klassifikation der Finsternis
Die Finsternis ist die letzte totale Sonnenfinsternis des Saroszyklus mit der Nummer 120 und in diesem Zyklus Nachfolgerin der Sonnenfinsternis vom 20. März 2015 die im nördlichen Europa stattfand. Alle Finsternisse dieses Zyklus finden statt, wenn der Mond seinen absteigenden Mondknoten passiert. Der Zyklus begann mit der Finsternis vom 27. Mai 933 mit einer partiellen Finsternis, bei der der Schatten des Mondes den Südpol streifte. Bei den folgenden Finsternissen des Zyklus wanderte der Schatten immer weiter nach Norden, bei der letzten Finsternis am 7. Juli 2195 wird er nur noch den Nordpol streifen.

## Orte in der Totalitätszone
| Land               | Ort                                                    | Zeit (UTC) | Dauer (nach NASA-Berechnung) |
| ------------------ | ------------------------------------------------------ | ---------- | ---------------------------- |
| Vereinigte Staaten | Nome (Alaska)                                          | 17:47:15   | 2m 30s                       |
| Russland           | Anadyr                                                 | 17:47:32   | 0m 57s                       |
| Vereinigte Staaten | Kotzebue (Alaska)                                      |            | 2m 31s                       |
| Russland           | Lawrentija                                             | 17:48:53   | 1m 59s                       |
| Russland           | Uelen                                                  | 17:49:51   | 1m 58s                       |
| Vereinigte Staaten | Barrow (Alaska)                                        | 18:01:02   | 2m 36s                       |
| Vereinigte Staaten | Deadhorse (Alaska, nördliches Ende des Dalton Highway) |            | 1m 32s                       |